# 肯雅航空431號班機空難
肯尼亚航空431號班機是一架肯亞航空公司的空中巴士A310型客机，于当地时间2000年1月30日在科特迪瓦首都阿必尚起飞后不久坠海。客机上共有乘客169人，机组人员10人，只有10人生还。

## 經過
当地时间1月30日，肯亞航空431號班機于科特迪瓦首都阿比尚的布兀港機場（费列克斯·霍普霍德·博伊格尼机场）起飞，计划途经尼日利亚首都拉哥斯，抵达肯尼亚首都奈洛比。这架空中巴士A310型客机载着179名乘客，其中包括两名儿童和10名机组人员。
晚21时，航機滑行至起飞跑道，机长向机场塔台报告一切正常，请求起飞。塔台的空中交通管制人员允许其起飞。随后飞机开始加速，并缓慢升空。此时正在监视着飞机起降情况的塔台空中交通管制人员突然查觉有点不对劲，因为航機的机身似乎有一种拉不起来并向下坠的感觉。交通管制人员尝试同机组取得联系，随即航機的机身擦过机场围墙向距机场几百米外的海面坠去。
目击者称在飞机坠海前，并没有听到爆炸声，也没有看到火光，而且飞机也没有改变航向，“看上去一切都显得很正常”。 事后调查显示在飞机起飞当晚，机场附近的沙尘量异常，又受到季风的影响，导致空气中含沙量增高，致使飞机引擎效率降低。肯尼亚航空公司在事故发生前曾宣布用新型的波音737-700型客机替代现有的空中巴士飞机。

## 調查
調查報告指出，客機起飛時，電腦錯誤發出失速警報，飛行員之後採取了一連串不當操作導致空難。
事故經過：
1. 客機起飛時，電腦錯誤發出失速警報
2. 機師把控制桿推前，以防止失速
3. 機師沒有調整引擎到最大輸出
4. 由於失速警告優先，地面迫近警告系統沒有啟動
5. 超速警告響起
6. 機師指示爬升
7. 客機墜海

事實上，客機在起飛時並沒有失速。之後，機師以錯誤方式處理失速警報，只以推桿應對，沒有調整引擎輸出，也沒有注意到飛行高度因此下降，最終撞向海面。
調查報告也指出，客機在晚間起飛，而附近一帶是海洋，沒有燈光或人造物，導致機師未能以目視的方式判斷飛行高度。

## 外部連結
- （英文）事故資料 （页面存档备份，存于）－Aviation Safety Network
- （英文）事故调查报告 （页面存档备份，存于）